# إنليل خذرصر
إنليل خذرصر هو ملك آشور ال81 من القرن 12 ق م، حسب قائمة ملوك آشور ذكرت أنه حكم لمدة 4 سنوات، من سنة 1187 إلى سنة 1183 ق م. بدأت آشور تضعف في عهده، حيث بدأت تخسر مستعمراتها ومنها بابل والتي تمكن الكاشيين من إسترجاع الحكم فيها في عهد ملكهم أداد شوما أصر، كما بدأت نزاعات الحكم داخل آشور، خلفه في الحكم نينورتا أبال إيكور.